# Lloyd Doyley
Lloyd Colin Doyley (Whitechapel, 1 december 1982) is een Jamaicaans voetballer die bij voorkeur als rechtsback speelt. Hij stroomde in 2001 door vanuit de jeugd van Watford. Doyley debuteerde in 2013 voor Jamaica.

## Clubcarrière
Doyley werd geboren in Whitechapel. Hij is afkomstig uit de jeugdacademie van Watford. Op 26 september 2001 debuteerde hij in het eerste elftal tegen Birmingham City. Gedurende het seizoen 2004/05 werd de rechtsachter basisspeler. In 2006 steeg hij met de club naar de Premier League. Na één seizoen zakte de club alweer. Op 7 december 2009 maakte Doyley zijn eerste competitiedoelpunt voor Watford in de thuiswedstrijd tegen Queens Park Rangers. In 2015 promoveerde hij opnieuw met Watford naar de Premier League.

## Interlandcarrière
In maart 2013 werd Doyley voor het eerst opgeroepen voor het nationaal elftal van Jamaica. Op 23 maart 2013 zat hij voor het eerst op de bank tegen Panama. Vier dagen later debuteerde hij tegen Costa Rica.